# Salvatore Notarrigo
Salvatore Notarrigo (Villarosa, 28 settembre 1931 – Catania, 18 marzo 1998) è stato un fisico italiano.

## Biografia
Dopo gli studi liceali a Caltanissetta, si laureò in fisica all'Università di Catania nel 1958 con Renato Ricamo, discutendo una tesi di fisica nucleare sperimentale. Ne divenne, subito dopo, assistente, tenendo i corsi di laboratorio di fisica.
Dopo un periodo di studi e di ricerche negli USA, dal 1960 al 1962, rientrò in Italia come professore straordinario di fisica all'Università di Napoli, dove rimase fino al 1964, quindi l'anno dopo ritornò all'Università di Catania come professore ordinario di fisica sperimentale all'Istituto di Fisica, nonché come ricercatore associato all'INFN, sezione locale di Catania, a partire dal 1969. Nel 1976 assunse la titolarità dell'insegnamento di fisica superiore nel corso di laurea in Fisica dell'Università di Catania, tenendo altresì, per incarico, altri insegnamenti (fra cui elettronica, fisica generale, fisica ambientale, didattica della fisica).
La sua attività di ricerca riguardò inizialmente la fisica nucleare, la meccanica quantistica, il calcolo elettronico, settori in cui si distinse con numerose pubblicazioni scientifiche in collaborazione. Dagli anni '70 in poi, i suoi interessi si orientarono sempre più da un lato verso la storia e la filosofia della scienza, con particolare attenzione all'epistemologia della meccanica quantistica e della teoria della relatività, dall'altro lato verso la fisica dell'ambiente e le possibili applicazioni socio-economiche, elaborando alcuni modelli teorici riguardanti lo sviluppo economico della società contemporanea e la sostenibilità ambientale, assieme all'economista Giuseppe Amata dell'Università di Catania.
Proprio grazie a quest'ultimi lavori, fu uno dei primi fisici a fornire argomentazioni razionali (e scientifiche) su possibili scenari climatici catastrofici dovuti ad un sempre crescente ed esasperato consumismo di massa.

## Alcuni lavori
- "Limiti fisici allo sviluppo economico, termodinamica e teoria marxiana del valore", in: Il calcolo economico nel territorio, a cura di Giuseppe Amata, CULC, Catania, 1982.
- "La teoria del valore di Marx e l'economia moderna", in Quaderni della Cooperativa "Laboratorio", Siracusa, 1985, pp. 13-53.
- "On the Marxian Theory of Value and Its Supposed Drawbacks. Values, Labour and Entropy", in Poznań Studies in the Philosophy of the Sciences and the Humanities, Amsterdam, 1986.
- "Sviluppo economico e crisi ambientale", in: Le sfide della scienza alla fine del II millennio, Atti del Convegno su Ettore Majorana, 8-9 maggio 1989, Liceo scientifico "E. Majorana", Caltagirone (CL), 1989 (cfr. ).

## Alcune opere
- Energia e ambiente: una ridefinizione della teoria economica (con Giuseppe Amata), CUECM, Catania, 1987.
- La meccanica quantistica: scienza o filosofia? (con Giuseppe Boscarino), Edizioni della Cooperativa "Laboratorio", Siracusa, 1997.